# Gifford Lectures
As Gifford Lectures são séries anuais de palestras estabelecidas por vontade de Adam Gifford (Lord Gifford), morto em 1887. Foram estabelecidas para "promover e difundir o estudo da teologia natural no sentido mais amplo do termo — em outras palavras, o conhecimento de Deus." A indicação para as palestras Gifford é uma das mais prestigiosas honrarias na academia escocêsa. As palestras são proferidas em diversas universidades da Escócia: Universidade de St Andrews, Universidade de Glasgow, Universidade de Aberdeen e Universidade de Edimburgo. São normalmente apresentadas como uma série ao longo de um ano acadêmico e apresentadas com o intuito de que seu conteúdo editado seja publicado em forma de livro. Diversas destas obras tornaram-se clássicos nos campos da teologia ou filosofia e a relação entre religião e ciência.

## Palestras notáveis

### Aberdeen
- 1898–1900  Josiah Royce The World and the Individual
- 1907-1908 Hans Adolf Eduard Driesch The Science and Philosophy of the Organism
- 1914–1915  William Ritchie Sorley Moral Values and the Idea of God
- 1930–1932  Étienne Gilson The Spirit of Medieval Philosophy
- 1936–1938  Karl Barth The Knowledge of God and the Service of God according to the Teaching of the Reformation
- 1949–1950 Gabriel Marcel The Mystery of Being ISBN 1-890318-85-X,  Faith and Reality ISBN 1-890318-86-8
- 1951–1952  Michael Polanyi Personal Knowledge: Towards a Post-Critical Philosophy, ISBN 0-226-67288-3
- 1953–1954  Paul Tillich Systematic Theology (3 vols.): ISBN 0-226-80337-6, ISBN 0-226-80338-4, ISBN 0-226-80339-2
- 1963, 1965 Alister Hardy The Living Stream, The Divine Flame
- 1965–1967 Raymond Aron La Conscience historique dans la pensée et dans l'action
- 1973 Hannah Arendt Life of the Mind
- 1982–1984  Richard Swinburne The Evolution of the Soul, ISBN 0-19-823698-0
- 1984–1985  Freeman Dyson Infinite In All Directions, ISBN 0-06-072889-2
- 1989–1991  Ian Barbour Religion in an Age of Science, ISBN 0-06-060383-6
- 1992–1993  Jaroslav Pelikan Christianity and Classical Culture: The Metamorphosis of Natural Theology in the Christian Encounter With Hellenism, ISBN 0-300-06255-9
- 1994–1995  John W. Rogerson Faith and Criticism in the Work of William Robertson Smith, 1846-1894
- 1994–1995  M. A. Stewart New Light and Enlightenment
- 1994–1995  Peter Jones Science and Religion before and after Hume
- 1994–1995  James H. Burns The Order of Nature
- 1994–1995  Alexander Broadie The Shadow of Scotus
- 1997–1998  Russell Stannard The God Experiment
- 2000–2001  John S. Habgood The Concept of Nature
- 2003–2004  John Haldane Mind, Soul and Deity
- 2003  Eleonore Stump Wandering in the Darkness
- 2007  Stephen Pattison Seeing Things: Deepening Relations with Visual Artefacts, ISBN 978-0-334-04149-8
- 2009  Alister McGrath A Fine-Tuned Universe: The Quest for God in Science and Theology, ISBN 978-0-664-23310-5
- 2012  Sarah Coakley Sacrifice Regained: Evolution, Cooperation and God

### Edinburgh
- 1891  George Gabriel Stokes Natural Theology
- 1896–1897 Cornelis Petrus Tiele Elements of the Science of Religion , ISBN 978-1017302899
- 1900–1902  William James The Varieties of Religious Experience, ISBN 0-679-64011-8 (several editions in print)
- 1909–1910 William Warde Fowler The Religious Experience of the Roman People, ISBN 0-8154-0372-0
- 1911–1912 Bernard Bosanquet The Principle of Individuality and Value, ISBN 0-527-10036-6
- 1913–1914 Henri Bergson The Problem of Personality
- 1915–1916 William Mitchell Ramsay Asianic Elements in Greek Civilization, ISBN 0-89005-173-9
- 1919–1921 George Stout Mind and Matter pub. 1931
- 1921–1923 Andrew Seth Pringle-Pattison Studies in the Philosophy of Religion, ISBN 0-404-60474-9
- 1923–1925 James George Frazer The Worship of Nature ISBN 1-56459-532-3
- 1926–1927 Arthur Eddington The Nature of the Physical World, ISBN 0-472-06015-5
- 1927–1928 Alfred North Whitehead Process and Reality: An Essay in Cosmology, ISBN 0-02-934570-7
- 1928–1929 John Dewey The Quest for Certainty: A Study of the Relation of Knowledge and Action, ISBN 1-4179-0845-9
- 1934–1935 Albert Schweitzer The Problem of Natural Theology and Natural Ethics (unpublished)
- 1937–1938 Charles Sherrington Man on His Nature, ISBN 0-521-06436-8
- 1938–1940 Reinhold Niebuhr The Nature and Destiny of Man: A Christian Interpretation , (2 vol set): ISBN 0-664-25709-7
- 1947–1949 Christopher Dawson part 1:Religion and Culture ISBN 0-404-60498-6 part 2: Religion and the Rise of Western Culture ISBN 0-385-42110-9
- 1949–1950 Niels Bohr Causality and Complementarity: Epistemological Lessons of Studies in Atomic Physics, ISBN 1-881987-14-0
- 1952–1953  Arnold J. Toynbee An Historian's Approach to Religion, ISBN 0-19-215260-2
- 1954–1955  Rudolf Bultmann History and Eschatology: The Presence of Eternity, ISBN 0-8371-8123-2
- 1973–1974  Owen Chadwick The Secularisation of the European Mind in the 19th Century, ISBN 0-521-39829-0
- 1974–1976  Stanley Jaki The Road of Science and the Ways to God, ISBN 0-226-39145-0
- 1978–1979  Sir John Eccles The Human Mystery, The Human Psyche, ISBN 0-387-09954-9
- 1979-1980  Ninian Smart  "The Varieties of Religious Identity", published as Beyond Ideology: Religion and the Future of Western Civilisation, ISBN 0-06-067402-4
- 1980–1981  Hossein Nasr Knowledge and the Sacred, ISBN 0-7914-0177-4
- 1981–1982  Iris Murdoch Metaphysics as a Guide to Morals, ISBN 0-14-017232-7
- 1984–1985  Jürgen Moltmann God in Creation: A New Theology of Creation and the Spirit of God, ISBN 0-8006-2823-3
- 1985-1986  Paul Ricoeur "Oneself as another", ISBN 0-226-71329-6
- 1986–1987  John Hick An Interpretation of Religion, (2nd ed.): ISBN 0-300-10668-8
- 1987–1988  Alasdair MacIntyre Three Rival Versions of Moral Enquiry: ISBN 0-7156-2337-0
- 1988–1989 Raimon Panikkar Trinity and Theism: ISBN 978-1-57075-855-3
- 1989–1990  Mary Douglas Claims on God: published (much revised) as In the Wilderness: ISBN 1-85075-444-6
- 1993–1994  John Polkinghorne Science and Christian Belief: Theological Reflections of a Bottom-up Thinker, ISBN 0-281-04714-6
- 1995–1996 Gerald Cohen If you're an Egalitarian, how come you're so Rich?, published by Harvard University Press under the same title: ISBN 0-674-00693-3
- 1996–1997 Richard Sorabji Emotions and How to Cope with Them, published as Emotion and Peace of Mind: From Stoic Agitation to Christian Temptation, ISBN 0-19-825005-3
- 1997–1998  Holmes Rolston III Genes, Genesis and God, ISBN 0-521-64674-X
- 1998–1999  Charles Taylor, Living in a Secular Age, published as A Secular Age: ISBN 0-674-02676-4
- 1999–2000  David Tracy This side of God
- 2000–2001  Onora O'Neill Autonomy and Trust in Bioethics
- 2001–2002  Mohammed Arkoun Inaugurating a Critique of Islamic Reason
- 2002–2003  Michael Ignatieff The Lesser Evil - Political Ethics in an Age of Terror, ISBN 0-691-11751-9
- 2003–2004  J. Wentzel van Huyssteen Alone in the World? Human Uniqueness in Science and Theology, ISBN 0-8028-3246-6
- 2004–2005  Dame Margaret Anstee Stephen Toulmin, and Noam Chomsky, delivering a series of lectures dedicated to Edward Said who was scheduled to give the 2004–05 series before his death in 2003.
- 2005–2006 Jean Bethke Elshtain Sovereign God, Sovereign State, Sovereign Self
- 2006–2007 Simon Conway Morris Darwin 's Compass: How Evolution Discovers the Song of Creation and Jonathan Riley-Smith The Crusades and Christianity
- 2007–2008 Alexander Nehamas "Because it was he, because it was I": Friendship and Its Place in Life
- 2008 Robert M. Veatch, Hipprocratic, Religious and Secular Medical Ethics: The Point of Conflict
- 2008–2009 Diana Eck The Age of Pluralism [April–May 2009]
- 2009–2010 Michael Gazzaniga Mental Life [October 2009]
- 2009–2010 Terry Eagleton The God Debate [March 2010]
- 2010–2011 Peter Harrison Science, Religion and the Modern World [scheduled for February 2011], Gordon Brown The Future of Jobs and Justice
- 2011–2012 Diarmaid MacCulloch Holme's Dog: Silence in the History of the Church (announced)

### Glasgow
- 1888–1892 Friedrich Max Müller 1888: Natural Religion vol. 1 & 2; 1890: Physical Religion; 1891: Anthropological Religion: 1892: Theosophy or Psychological Religion
- 1892–1896 John Caird The Fundamental Ideas of Christianity Vol.1&2
- 1896–1898 Alexander Balmain Bruce The Moral Order of the World, The Providential Order of the World
- 1910-1912 John Watson The Interpretation of Religious Experience
- 1914 Arthur Balfour Theism and Humanism ISBN 1-58742-005-8
- 1916–1918 Samuel Alexander Space, Time, and Deity, volume one: ISBN 0-7661-8701-2, volume two: ISBN 0-7661-8702-0
- 1922 Arthur Balfour Theism and Thought
- 1927–1928 J. B. S. Haldane The Sciences and Philosophy, ISBN 0-404-60479-X
- 1932–1934 William Temple Nature, Man and God
- 1952–1954 John Macmurray The Form of the Personal vol 1: The Self as Agent ISBN 1-57392-337-0 vol 2: Persons in Relation ISBN 1-57392-625-6
- 1959 Carl Friedrich von Weizsäcker The Relevance of Science
- 1970 Richard William Southern The Rise and Fall of the Medieval System of Religious Thought
- 1974-1976 Basil Mitchell Morality, Religious and Secular
- 1985 Carl Sagan The Search for Who We Are, published in 2006 as The Varieties of Scientific Experience: A Personal View of the Search for God, ISBN 1-59420-107-2
- 1988 Don Cupitt Nature and Culture
- 1988 Richard Dawkins Worlds in Microcosm
- 1992 Mary Warnock Imagination and Understanding, published as Imagination and Time, ISBN 0-631-19019-8
- 1993–1994 Keith Ward Religion and Revelation ISBN 0-19-826375-9 (ISBN 13: 978-0-19-826375-3)
- 1995–1996  Geoffrey Cantor and John Hedley Brooke Reconstructing Nature
- 1997–1998  R J (Sam) Berry Gods, Genes, Greens and Everything
- 1999–2000  Ralph McInerny Characters in Search of Their Author
- 2001  Lynne Baker The Nature and Limits of Human Understanding
- 2003–2004  Simon Blackburn Reason's Empire
- 2007–2008  David Fergusson Religion and Its Recent Critics published as Faith and Its Critics: A Conversation, ISBN 978-0-19-956938-0
- 2008–2009  Charles Taylor The Necessity of Secularist Regimes [May 2009]
- 2009–2010  Gianni Vattimo The End of Reality
- 2012 Vilayanur Ramachandran Body and Mind: Insights from Neuroscience

### St Andrews
- 1902–1904 Richard Haldane The Pathway to Reality, ISBN 0-404-60459-5
- 1917–1918 William Ralph Inge The Philosophy of Plotinus, ISBN 1-59244-284-6
- 1919–1920 Lewis Richard Farnell Greek Hero Cults and Ideas of Immortality
- 1921–1922 C. Lloyd Morgan Emergent Evolution (1923) ISBN 0-404-60468-4, and Life, Mind, and Spirit (1925)
- 1936–1937 Werner Jaeger The Theology of the Early Greek Philosophers (1936)
- 1955–1956  Werner Heisenberg Physics and Philosophy: The Revolution in Modern Science, ISBN 1-57392-694-9
- 1962–1964  Henry Chadwick Authority in the Early Church
- 1964–1966  John Findlay The Discipline of the Cave (1966), and The Transcendence of the Cave (1967) ISBN 978-0-04-111002-9
- 1967–1969  Robert Charles Zaehner Concordant Discord. The Interdependence of Faiths. Oxford: Clarendon Press 1970.
- 1972–1973  Alfred Ayer The Central Questions of Philosophy, ISBN 0-03-013116-2
- 1975–1977  Reijer Hooykaas Fact, Faith and Fiction in the Development of Science
- 1977–1978  David Stafford-Clark Myth, Magic and Denial
- 1980–1981  Gregory Vlastos Socrates: Ironist and Moral Philosopher
- 1982–1983  Donald Geoffrey Charlton New Images of the Natural, 1750-1800
- 1983–1984  John Macquarrie In Search of Deity
- 1984–1985  Adolf Grunbaum Psychoanalytic Theory and Science
- 1986–1987  Antony Flew The Logic of Mortality
- 1988–1989  Walter Burkert Tracks of Biology and the Creation of Sense
- 1990–1991  Hilary Putnam Renewing Philosophy
- 1992–1993  Arthur Peacocke Nature, God and Humanity:
- 1992–1993  Roger Penrose The Question of Physical Reality
- 1995  Nicholas Wolterstorff Thomas Reid and the Story of Epistemology
- 1996–1997  Michael Dummett Thought and Reality
- 1999  Robert Merrihew Adams God and Being
- 1999 Marilyn McCord Adams The Coherence of Christology
- 2001–2002  Stanley Hauerwas With the Grain of the Universe: The Church's Witness and Natural Theology, ISBN 1-58743-016-9
- 2002–2003  Peter van Inwagen The Problem of Evil, ISBN 978-0-19-954397-7
- 2004–2005  Alvin Plantinga Science and Religion: Conflict or Concord
- 2007  Martin Rees 21st Century Science: Cosmic Perspective and Terrestrial Challenges